# 15ИЭ-00-013

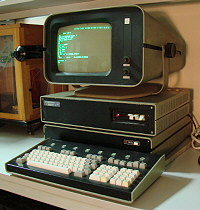
Дисплей 15ИЭ-00-013 в составе компьютера ДВК-2

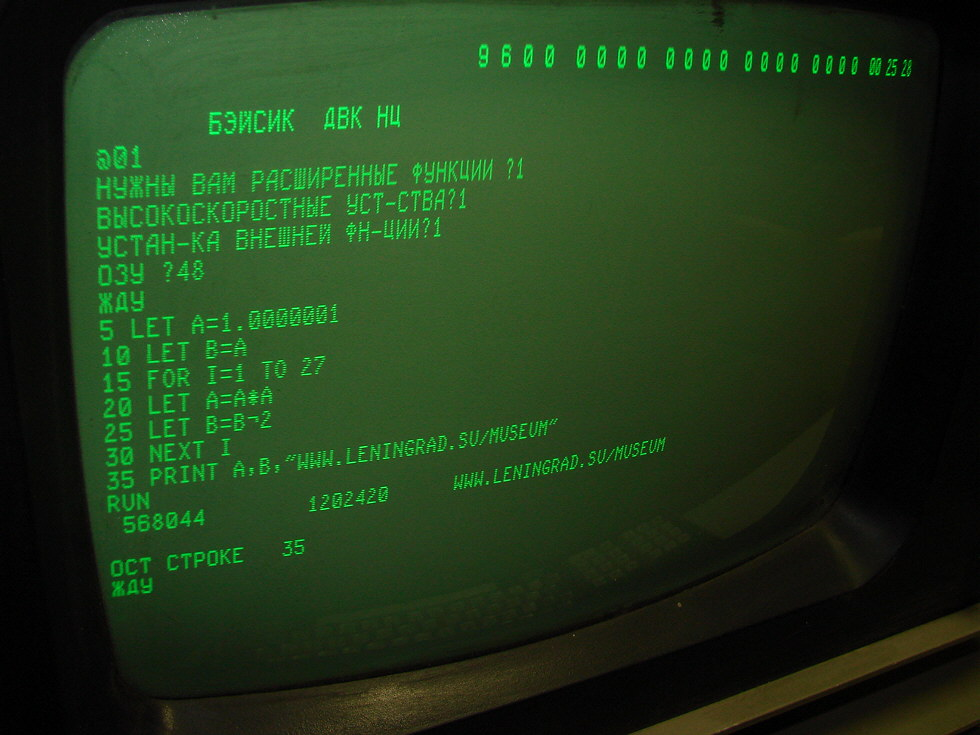
Вид экрана дисплея

Электроника 15ИЭ-00-013 («Фрязинский дисплей») — алфавитно-цифровой дисплей (терминал) с последовательными интерфейсами (токовая петля и стык С2).
Первые модели ДВК представляли собой одноплатный вычислитель, подключённый к этому терминалу.
Разработан в 1980[когда?] году на заводе имени 50-летия СССР во Фрязино, производился по 199x[когда?] год в нескольких модификациях.
В одном из режимов работы («набор команд № 2») частично совместим с DEC VT52 (отсутствует режим Hold Screen, нет набора специальных символов и поддержки принтера.)

## Интересные факты
- Первая версия «Тетриса» написана на «Электронике-60» с таким дисплеем.
- Символ @ на экране дисплея похож на собаку, что, возможно, послужило его обиходным названием.[источник не указан 3310 дней]

## Эмуляция
- В одном из режимов УКНЦ эмулирует систему команд 15ИЭ.
- Эмуляторы EmuStudio, Башкирия-2М и MAME эмулируют процессор дисплея и запускают его прошивку.